# الفونس مونچابلون
الفونس مونچابلون (انگلیسی: Alphonse Monchablon; ۱۲ ژوئن ۱۸۳۵ – ۳۰ ژانویهٔ ۱۹۰۷) نقاش، و سنگ‌تراش اهل فرانسه بود.
وی همچنین برندهٔ جوایزی همچون لژیون دونور (شوالیه) و جایزه بزرگ رم شده‌است.